# Topolino e Pippo cosmico
Topolino e Pippo cosmico (Mickey Mouse and Dr. X) è una storia a fumetti della Walt Disney realizzata da Bill Walsh (testi) e Floyd Gottfredson (disegni).

## Storia editoriale
Fu pubblicata in strisce giornaliere sui quotidiani statunitensi dal 1º gennaio al 21 maggio 1955. In Italia è stata pubblicata per la prima volta sui numeri 127 e 128 di Topolino, datati 25 novembre e 10 dicembre 1955.
L'avventura è la terzultima della lunga serie di storie a fumetti di Mickey Mouse realizzate per i quotidiani statunitensi tra gli anni '30 e gli anni '50, serie che proprio nel 1955 volge a termine: per motivi editoriali, infatti, si decide di interrompere la produzione di queste avventure, ritenute troppo lunghe dal punto di vista della pubblicazione, superate ormai dai comic book, di periodicità mensile o, al massimo, quadrimestrale, contenenti storie che non hanno nulla da invidiare a quelle dei quotidiani.
La storia è stata pubblicata anche con i titoli Pippo cervello del secolo, Topolino e il Dottor X e Topolino e Pippo cervello del secolo, titolo con il quale è pubblicata nella collana Gli Anni d'Oro di Topolino, che raccoglie tutte le strisce quotidiane di Topolino disegnate da Floyd Gottfredson.

## Trama
Pippo affida alle cure di Topolino e di suo nipote Tip la sua casa perché deve recarsi a trovare sua nonna. Nella notte i due, attanagliati da un brutto presentimento si recano a casa dell'amico, ma trovano tutto a soqquadro e temono il peggio. Anche la nonna li informa che Pippo non è mai arrivato da lei. Frugando tra gli effetti personali di Pippo, l'amico trova un disco in vinile la cui etichetta riporta: "Da suonarsi soltanto se mi accadrà qualcosa". Topolino segue tutte le istruzioni che il disco emette finché non trova un biglietto minatorio che gli intima di sospendere le indagini e che sembra essere scritto proprio con la calligrafia di Pippo. Topolino non si lascia intimorire e prosegue le sue ricerche facendo visita a tutti i parenti, ma non ottiene altre informazioni.
L'indomani in prima pagina c'è un annuncio riguardo il brillante Dottor X, lo scienziato a capo di un misterioso progetto segreto governativo, e che somiglia a Pippo. Quando però Topolino si reca al cospetto dello scienziato egli non lo riconosce affatto anche se è ben disposto nei suoi confronti e gli illustra tutto il progetto segreto di cui è a capo. È infatti riuscito a selezionare una mucca nana geneticamente modificata, di nome Berenice, il cui latte ha singolari proprietà rilassanti e calmanti.
Mentre stanno visitando il laboratorio, il dottore e la mucca vengono rapiti. Topolino si getta subito all'inseguimento dei sequestratori, ma ottiene il solo risultato di essere a sua volta catturato. Il mandante del rapimento è un ricco eccentrico che colleziona animali nani e desidera Berenice come suo esemplare d'eccezione. Tra i tre scoppia una rissa che prosegue per diverse pagine durante la quale il Dottor X riceve una botta in testa e ricorda tutto il suo passato.
La storia si conclude con il ricco magnate che viene graziato da Basettoni, in quanto gradito cittadino e Pippo che ritorna alla sua vita normale. Il super-progetto segreto di cui era a capo viene chiuso perché ritrovando la sua memoria Pippo ha perso tutta la sua genialità (né si apprende in alcun modo come l'aveva ottenuta).